# Idroscalo
De Idroscalo van Milaan is een watervlak bij Milaan dat in de jaren '20 is aangelegd als landingsbaan voor vliegboten. De baan ligt aan het luchthavenareaal van Linate, een uitmonding van het bassin komt zelfs tot aan het terminalgebouw. Met het verdwijnen van het belang van vliegboten en watervliegtuigen in het luchtverkeer verloor de Idroscalo zijn verkeersfunctie, en is het nu een recreatieoord geworden. De Idroscalo is tegenwoordig vooral bekend vanwege de kanowedstrijden die hier sinds 1934 gehouden worden. Het bassin heeft een oppervlakte van 1.6 km2.

## Geschiedenis
Het idee om Milaan van een watervliegveld te voorzien dateert van 1926, toen bij een project om de toenmalige stadsluchthaven Taliedo uit te breiden de gedachte opkwam ook een landingsvoorziening voor watervliegtuigen aan te leggen, en daarbij ook in te spelen op de bouw van een bevaarbaar kanaal tussen Milaan en de Po, een project dat uiteindelijk nooit voltooid is.
In het midden van de jaren '20 was het verkeer per vliegboot een van de belangrijkste manieren van commercieel langeafstandsluchtverkeer. De steeds groter wordende verkeersvliegtuigen maakten een lange start- en landingsbaan nodig, en destijds waren die niet veel te vinden.

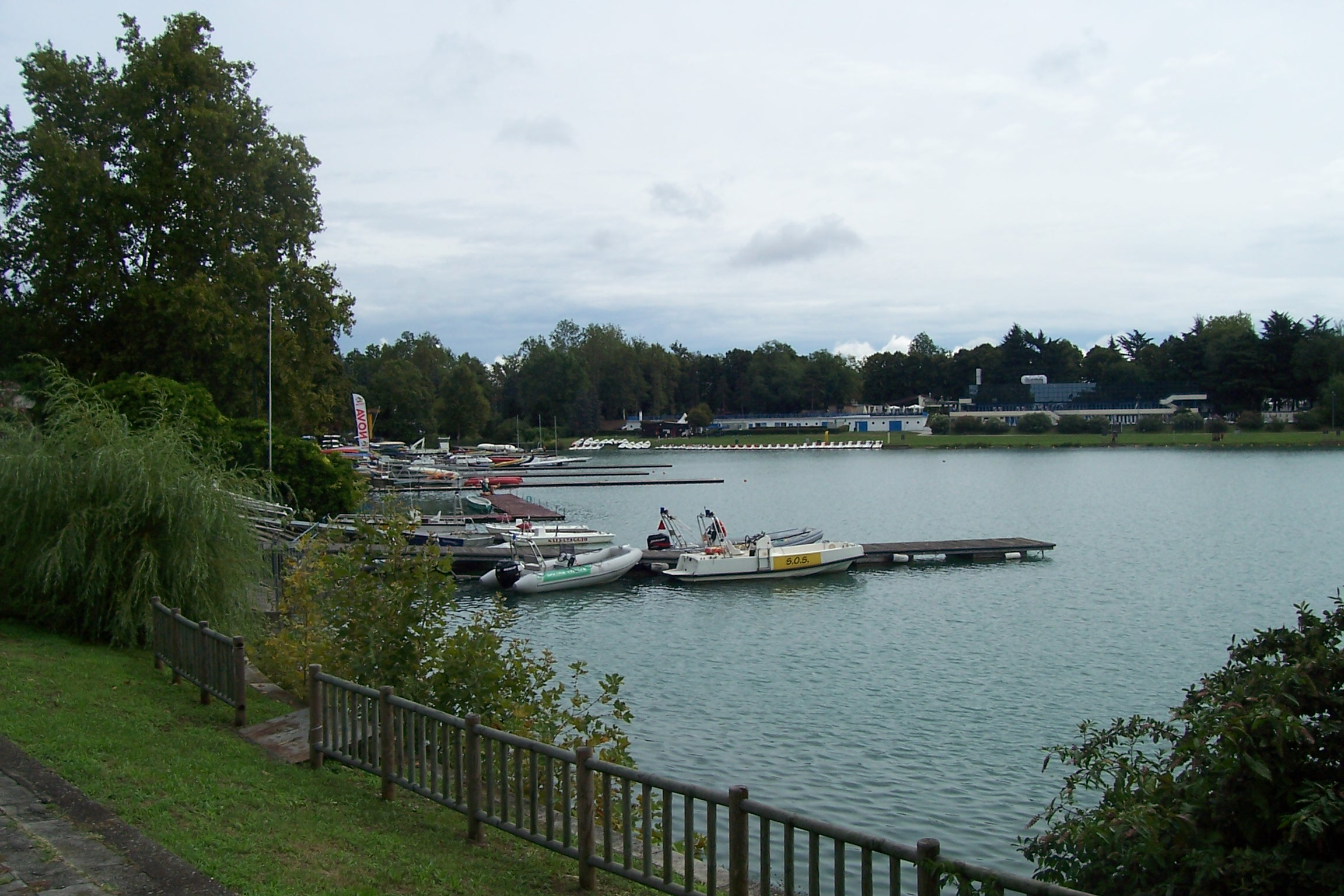
De noordkant van de Idroscalo
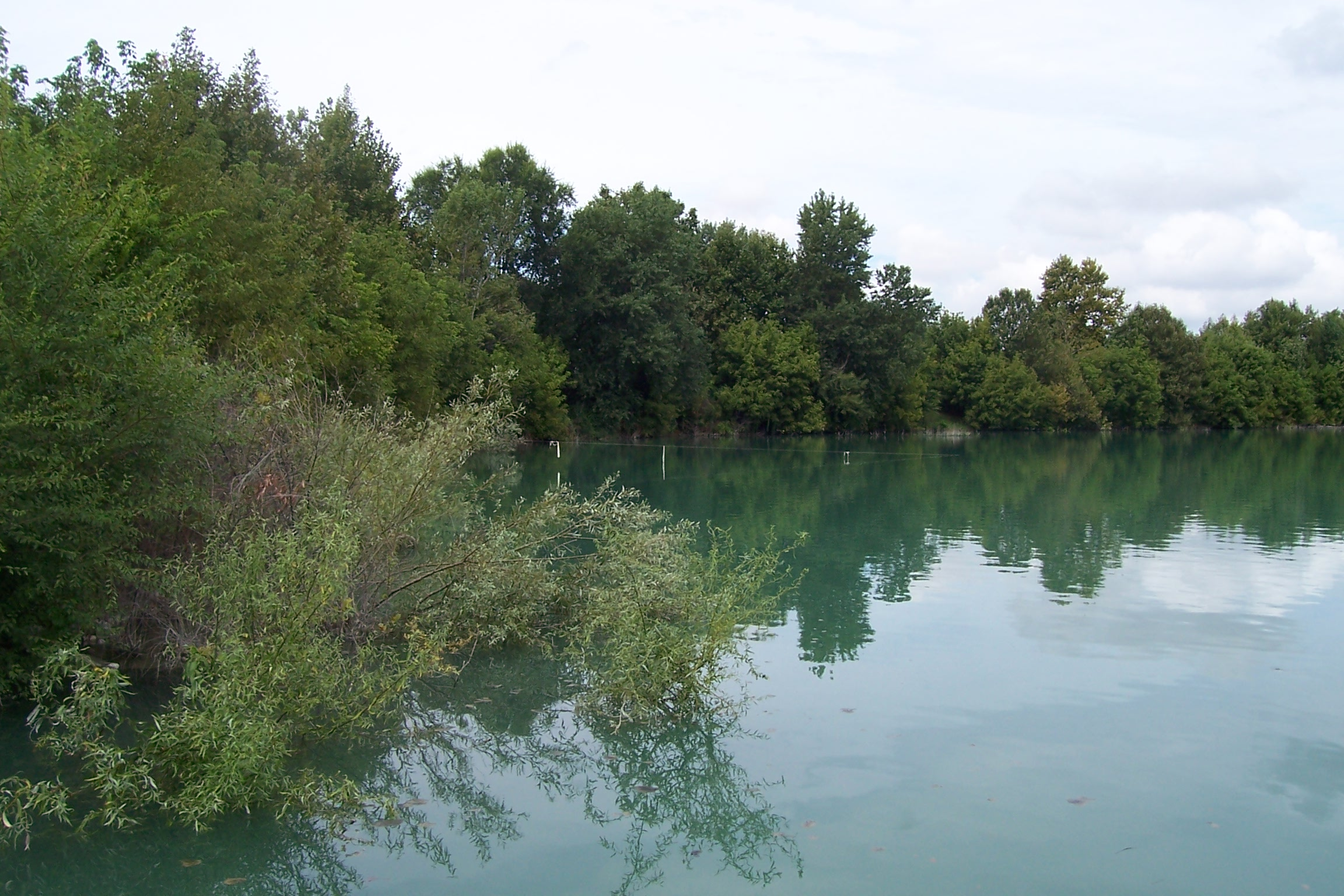
Idroscalo, de bosjes aan de zuidkant

## Maten van de Idroscalo
Het bassin van de Idroscala is 2.600 meter lang, heeft een breedte variërend van 250 tot 400 meter en is tussen de 3 en 5 meter diep.